# Вільям Таунлі
Ві́льям «Біллі» Джеймс Та́унлі (англ. William James Townley) (14 лютого 1866, Блекберн — 30 травня 1950, Блекпул) — англійський футболіст, що грав на позиції нападника. По завершенні ігрової кар'єри — тренер.
Дворазовий володар Кубка Англії (як гравець) і триразовий чемпіон Німеччини (як тренер).

## Кар'єра

### Кар'єра гравця

#### Клубна кар'єра
У дорослому футболі дебютував 1886 року виступами за команду клубу «Блекберн Олімпік», де провів два сезони.
Своєю грою за цю команду привернув увагу представників тренерського штабу «Блекберн Роверз», до складу якого приєднався 1888 року. Виступав за команду з Блекберна наступні чотири сезони, взявши участь у 77 матчах чемпіонату й забивши в них 27 голів. Разом з командою зміг двічі поспіль виграти національний Кубок (1890 і 1891). У першому з двох фінальних матчів (6:1 проти «Венсдей») він забив три голи, ставши першим в історії гравцем, кому таке вдалося. А у другому фіналі (3:1 проти «Ноттс Каунті») забив ще один гол.
У 1892 році Таунлі перейшов до клубу «Стоктон», де провів один сезон, паралельно працюючи шкільним учителем. Після цього повернувся до «Блекберн Роверз», де провів ще один сезон (20 матчів і 10 голів у чемпіонаті).
Протягом 1894–1896 років захищав кольори клубу «Дарвен».
Завершив професійну ігрову кар'єру в клубі «Манчестер Сіті», за команду якого виступав протягом 1896–1897 років.

#### Виступи за збірну
У 1889 й 1890 роках Вільям Таунлі захищав кольори національної збірної Англії. За цей період провів у формі головної команди країни 2 матчі (обидва — в рамках Домашнього чемпіонату Великої Британії), забив 2 голи.

### Кар'єра тренера
Розпочав тренерську кар'єру 1907 року, повернувшись до футболу після тривалої перерви. Очолив тренерський штаб клубу «ДФК Прага».
Надалі тренував німецькі клуби: «Карлсруе ФФ», «Гройтер Фюрт», «Баварія», «Вальдгоф», «Вікторію» (Гамбург), «Франкфурт», «Дармштадт 98», а також ганноверські «Армінію» та «Айнтрахт». Найбільших успіхів досяг із «Гройтер Фюрт» — два титули чемпіона Німеччини (1914 і 1926). Ще один титул здобув разом з «Карлсруе ФФ» (1910).
Також очолював швейцарський «Санкт-Галлен» (з 1923 до 1925 рр.). У цей час прийняв пропозицію очолити збірну Нідерландів на Олімпіаді-1924 в Парижі, заради чого на деякий час залишив роботу в «Санкт-Галлені». За місяць до олімпійського турніру провів разом з нідерландською збірною два товариські матчі — проти збірних Німеччини (0:1) та Бельгії (1:1). На Олімпіаді збірна Нідерландів, під його керівництвом, посіла 4-те місце.
Тренерську роботу Вільям Таунлі завершив у 1934 році.
| Дата       | Місто         | Господарі | Результат | Гості  | Турнір                                   | Голи | Примітки |
| ---------- | ------------- | --------- | --------- | ------ | ---------------------------------------- | ---- | -------- |
| 23/02/1889 | Сток-он-Трент | Англія    | 4 – 1     | Уельс  | Домашній чемпіонат Великої Британії 1889 | -    |          |
| 15/03/1890 | Белфаст       | Ірландія  | 1 – 9     | Англія | Домашній чемпіонат Великої Британії 1890 | 2    |          |
| Усього     |               | Матчів    | 2         |        | Голів                                    | 2    |          |

## Титули та досягнення

### Як гравець

#### Клубні
- Володар Кубка Англії (2)

«Блекберн Роверз»: 1890, 1891

#### Збірна
- Переможець Домашнього чемпіонату Великої Британії (1): 1890

### Як тренер
- Чемпіон Німеччини (3)

«Гройтер Фюрт»: 1910, 1914
«Карлсруе»: 1926